# Miletus batunensis
Miletus batunensis är en fjärilsart som beskrevs av Hans Fruhstorfer 1913. Miletus batunensis ingår i släktet Miletus och familjen juvelvingar. Inga underarter finns listade i Catalogue of Life.